# Pseudomiopteryx columbica
Pseudomiopteryx columbica är en bönsyrseart som beskrevs av Giglio-tos 1915. Pseudomiopteryx columbica ingår i släktet Pseudomiopteryx och familjen Thespidae. Inga underarter finns listade i Catalogue of Life.